# Ludwik Brzezowski

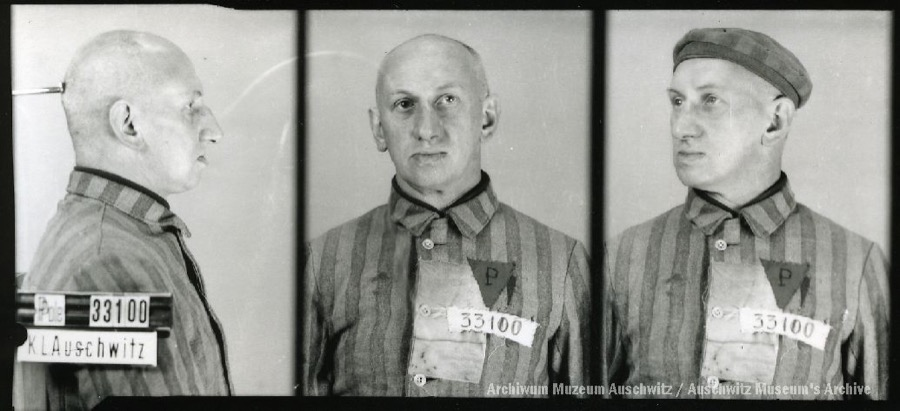
Ludwik Brzezowski – więzień KL Auschwitz

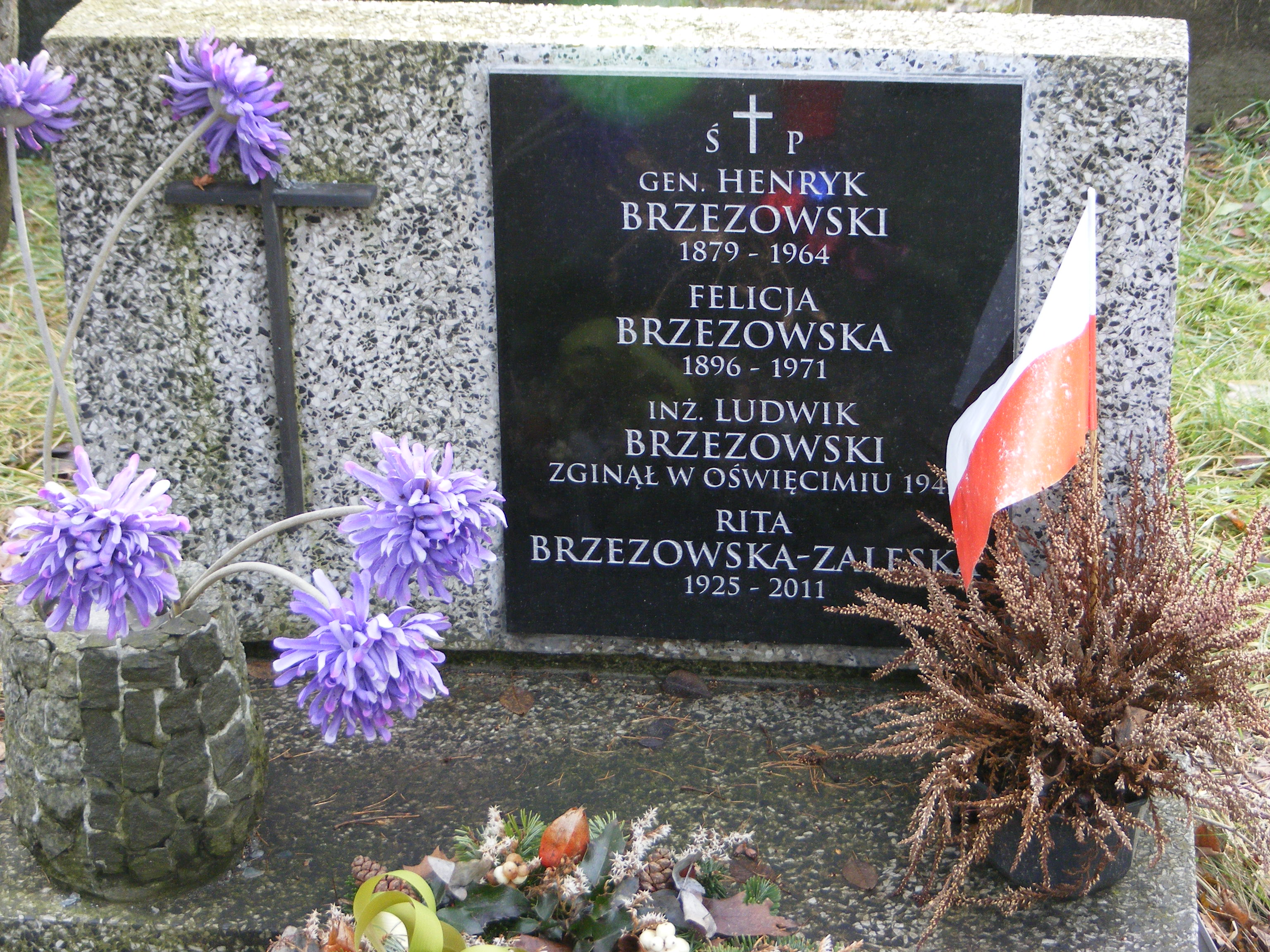
Symboliczny grób Ludwika Brzezowskiego

Ludwik Brzezowski (ur. 14 września 1890 w Morawskiej Ostrawie, zm. 27 maja 1942 w KL Auschwitz) – polski inżynier, oficer rezerwy Wojska Polskiego.

## Życiorys
Urodził się 14 września 1890 w Morawskiej Ostrawie, w rodzinie Franciszka i Marii z Pflegerów. Był młodszym bratem Henryka (1879–1964), generała brygady Wojska Polskiego.
W czasie I wojny światowej walczył w szeregach cesarskiej i królewskiej Armii. Jego Oddziałem macierzystym był Pułk Armat Polowych Nr 29 (w 1916 przemianowany na Pułk Armat Polowych Nr 2, a w 1918 na Pułk Artylerii Polowej Nr 2). Na stopień podporucznika został mianowany ze starszeństwem z 1 stycznia 1916, a na stopień porucznika ze starszeństwem z 1 lutego 1918 w korpusie oficerów artylerii polowej i górskiej.
W listopadzie 1918 wziął udział w bitwie o Lwów, zyskując uznanie dowódcy polskich obrońców Czesława Mączyńskiego.
1 czerwca 1921 pełnił służbę w Centralnej Składnicy Uzbrojenia w Krakowie, a jego oddziałem macierzystym był 5 Dywizjon Artylerii Ciężkiej. 8 stycznia 1924 został zatwierdzony w stopniu kapitana ze starszeństwem z 1 czerwca 1919 i 309. lokatą w korpusie oficerów rezerwy artylerii. W 1922 posiadał przydział w rezerwie do 6 pułku artylerii ciężkiej we Lwowie, a od następnego roku do 2 pułku artylerii polowej Legionów w Kielcach. W 1934, jako oficer rezerwy pozostawał w ewidencji Powiatowej Komendy Uzupełnień Wadowice. Posiadał przydział do Oficerskiej Kadry Okręgowej Nr V. Był wówczas w grupie oficerów „powyżej 40 roku życia”.
W latach 20. i 30. XX wieku był członkiem zarządu i dyrektorem handlowym Państwowej Fabryki Związków Azotowych w Chorzowie, a później dyrektorem naczelnym Spółki Akcyjnej „Azot” w Jaworznie.
25 kwietnia 1942 został przetransportowany do obozu koncentracyjnego Auschwitz, gdzie 27 maja tego roku został rozstrzelany. Symboliczny grób Ludwika Brzezowskiego znajduje się na Cmentarzu Salwatorskim (sektor SC13-1-48).
Był żonaty z Jozsą Wurditsch de Remy Bercenkowicz.

## Ordery i odznaczenia
- Krzyż Niepodległości – 4 listopada 1933 „za pracę w dziele odzyskania niepodległości”[14]
- Krzyż Kawalerski Orderu Odrodzenia Polski – 10 listopada 1928 „za zasługi położone na polu pracy niepodległościowej oraz na polu zorganizowania sprzedaży wytworów PFZA”[15]
- Krzyż Walecznych[1]
- Złoty Krzyż Zasługi[1]

austriackie
- Srebrny Medal Zasługi Wojskowej z mieczami na wstążce Krzyża Zasługi Wojskowej[16]
- Brązowy Medal Zasługi Wojskowej z mieczami na wstążce Krzyża Zasługi Wojskowej[16]
- Krzyż Wojskowy Karola[16]